# Jaworzyna z miesiącznicą trwałą
Jaworzyna z miesiącznicą trwałą, jaworzyna górska z miesiącznicą trwałą, jaworzyna miesiącznicowa, karpacka jaworzyna miesiącznicowa (Ass. Lunario-Aceretum Grüneberg et Schlüt. 1957) – syntakson w randze zespołu roślinności, rodzaj lasu liściastego, wilgotnego.
Zespół leśny należący do górskich i podgórskich zboczowych lasów wilgotnych. Są to lasy rosnące na stromych stokach z przewagą jawora, z domieszką buka, jodły, jesionu, rzadko lipy szerokolistnej i innych gatunków. Runo ziołoroślowe jest bogate z dużą liczbą gatunków górskich. Miejscami niewielkie płaty tworzą: wietlica samicza, niecierpek pospolity, marzanka wonna, pokrzywa zwyczajna lub kopytnik pospolity. Mniej liczne rosną: żywiec  gruczołowaty i żywiec cebulkowy, paprotnik Brauna i paprotnik kolczysty oraz żywokost sercowaty. Szczególnie charakterystyczne dla tego typu lasu jest obfite występowanie miesiącznicy trwałej, która często tworzy niemal jednogatunkowe, rozległe powierzchnie.
Płaty typowej jaworzyny górskiej z miesiącznicą trwałą są chronione m.in. w rezerwacie przyrody „Jaworzyna” nad Doliną Wapienicy w Beskidzie Śląskim, czy w rezerwacie przyrody „Lasek Miejski nad Olzą” w Cieszynie.